# CROBEX
CROBEX es el índice bursátil oficial de la bolsa de Zagreb. A septiembre de 2010 incluía 25 compañías y es calculado de forma continua según los precios de la última cotización. Se mide según la capitalización libre de mercado (free float), donde el peso de un título está limitado al 20 por ciento.

## Historia
Empezó a publicarse el 1 de septiembre de 1997, y la base del índice son 1000 puntos correspondientes a 1 de julio de 1997.
Durante mucho tiempo, Pliva fue la mayor compañía del índice hasta que fue vendida y excluida de la lista. En abril de 2007, el valor alcanzó los 4500 puntos; en febrero de 2009 había descendido a 1400 puntos.

## Criterios de inclusión
Los valores deben seguir los siguientes requerimientos para ser incluidos en el índice CROBEX:
- deben poderse negociar el 90% del tiempo de cotización en el periodo de prueba
- la capitalización libre de mercado tiene que estar entre el 20% de las acciones solicitadas el último día del periodo de prueba
- el tráfico tiene que exceder el 0.5% de todo el tráfico de transacciones bursátiles durante el periodo de prueba

Este índice es revisado cada tercer viernes de marzo y septiembre. La comisión del índice CROBEX puede revisar su composición de acuerdo a los siguientes hechos extraordinarios:
- bancarrota o liquidación de la compañía; aumento o disminución de la base de capital de la compañía; fusión o compra.
- retirada de un valor del índice
- suspensión prolongada de la cotización de un valor
- otros

La inclusión de una compañía puede realizarse extraordinariamente en el caso de que el valor satisfaga en sus primeros 30 días de cotización:
- negociación el 100 % de los días de mercado
- capitalización libre de mercado entre el primer 15 % de valores
- tráfico de transacciones superior al 0.75% del total del mercado

## Composición
El índice consiste de las siguientes 25 compañías según la revisión trimestral realizada el 20 de septiembre de 2010, cuando Belišće, Privredna banka Zagreb y Viadukt fueron reemplazadas por Čakovečki mlinovi, Istraturist y Konzum.
| Compañía                 | ICB Sector                    | Ticker |
| ------------------------ | ----------------------------- | ------ |
| Adris grupa              | Tabacalera                    | ADRS   |
| Atlantic grupa           | Bebidas                       | ATGR   |
| Atlantska plovidba       | Naviera                       | ATPL   |
| Čakovečki mlinovi        | Alimentación                  | CKML   |
| Dalekovod                |                               | DLKV   |
| Ericsson Nikola Tesla    | Equipos de telecomunicaciones | ERNT   |
| HT                       | Telecomunicaciones            | HT     |
| Institut IGH             | Construcción                  | IGH    |
| INA - Industrija nafte   | Petróleo y gas                | INA    |
| INGRA                    | Construcción                  | INGR   |
| Istraturist Umag         | Turismo                       | ISTT   |
| Jadroplov                | Naviera                       | JDPL   |
| Jadranski naftovod       | Oleoducto                     | JNAF   |
| Konzum                   | Venta minorista               | KNZM   |
| Končar elektroindustrija | Maquinaria industrial         | KOEI   |
| Dom Holding              |                               | KORF   |
| Kraš                     | Alimentación                  | KRAS   |
| Ledo                     | Alimentación                  | LEDO   |
| Luka Ploče               |                               | LKPC   |
| Podravka                 | Alimentación                  | PODR   |
| Petrokemija              | Química especializada         | PTKM   |
| Tehnika                  |                               | THNK   |
| Uljanik plovidba         | Naviera                       | ULPL   |
| Viro tvornica šećera     |                               | VIRO   |
| Zagrebačka banka         | Banca                         | ZABA   |